# Bayat (district, Afyonkarahisar)
Bayat is een Turks district in de provincie Afyonkarahisar en telt 9.287 inwoners (2007). Het district heeft een oppervlakte van 575,29 km².
De bevolkingsontwikkeling van het district is weergegeven in onderstaande tabel.
| 1997  | 2000  | 2007  |
| ----- | ----- | ----- |
| 8.922 | 8.753 | 9.287 |